# كارل أغسطس ودروف
كارل أغسطس ودروف (بالإنجليزية: Carle Augustus Woodruff)‏ هو عسكري أمريكي، ولد في 8 أغسطس 1841 في بوفالو في الولايات المتحدة، وتوفي في 20 يوليو 1913 في رالي في الولايات المتحدة.